# メジロドーベル
メジロドーベル（1994年5月6日 - ）は日本の競走馬、繁殖牝馬。
1996年に中央競馬でデビュー。主な勝ち鞍は同年の阪神3歳牝馬ステークス、1997年の優駿牝馬（オークス）と秋華賞、1998年・1999年のエリザベス女王杯など。それぞれの年にJRA賞最優秀3歳牝馬、最優秀4歳牝馬、最優秀5歳以上牝馬に選ばれた。吉田豊が全戦に騎乗し、通算21戦10勝。4年連続で年度表彰を受けた史上初の馬であり、中央GI競走5勝は2009年まで牝馬による最多勝利記録であった。
※競走馬時代の馬齢表記は日本で2000年以前に使用された数え年で統一する。

## 経歴

### 生い立ち
1994年5月6日、北海道伊達市のメジロ牧場に生まれる。父メジロライアンは1991年の宝塚記念優勝馬で、本馬はその初年度産駒。母メジロビューティーは素質馬として期待されていたが、故障のため2勝のみで引退している。母方の曾祖母には1965年の最優秀3歳牝馬メジロボサツがいた。
本馬が誕生する前年、メジロビューティーはサンデーサイレンス産駒の牡馬を産んでいたが、同馬は生まれてすぐに重度の黄疸を発症し、度重なる輸血の後に感染症を併発して亡くなっていたため、母メジロビューティーの血液が検査に出されることになった。その結果、メジロビューティーは特殊な血液型を持ち、血液が適合するのは日本の種牡馬の約22パーセントであることが判明した。このときすでにメジロビューティーはメジロドーベルを宿していたが、父メジロライアンは「22パーセント」には含まれていなかった。両親の血液型が不適合である場合、免疫力をつける前に母馬からの乳を飲むと貧血を起こし命の危険があった。しかし、馬は初乳を飲むことによって初めて免疫力をつけることができるため、誕生後のメジロドーベルは同じ時期に出産を控えていた隻眼の繁殖牝馬・メジロローラントから初乳をもらうことになった。
こうして出生時の危難を乗り越えたが、翌1995年初頭には骨折を生じる。関節内に骨片が浮いた重い症状だったが、これは日本最大の牧場である社台ファーム獣医スタッフからの全面協力を得て手術が行われ、無事に成功した。
メジロ牧場は1990年代初頭にメジロマックイーン、メジロライアン、メジロパーマーら1987年生産の馬たちで大きな活躍を示して以降、下の世代から目立った馬を出すことができていなかったため、牧草や放牧の方法、育成施設といった諸方面すべての改革に乗りだしていた。メジロドーベルや同父で後に天皇賞（春）を制するメジロブライトがその改革後に育成された最初の世代であった。競走年齢の3歳2月までメジロ牧場で育成されたのち、福島県の天工牧場を経て母方の代々を手掛けた大久保洋吉（美浦）のもとに入厩。大久保はメジロドーベルの印象について、「この馬の兄妹は少し胴の長い、どちらかというとステイヤータイプの体型をしていた。しかしドーベルはもう少し胴の詰まった印象で、兄や姉よりもスピードタイプの体型に見えました。父方のライアンとのバランスがよくとれたということなんでしょうが、『上とは少しタイプが違うのかな』というのが初めて見たときの印象でした」と述べている。ドーベルの兄姉は、いずれも好素質馬でありながら体質や体型のわずかな問題で出世しきれておらず、「やっとメジロボサツに遡るような感じの馬が出てきた」と感じていたともいう。

### 戦績

#### 3歳時（1996年）
1996年7月、新潟開催の新馬戦でデビュー。騎手は大久保厩舎所属で、当時デビュー3年目の若手だった吉田豊が務めた。当日は4番人気だったが、好位から最後の直線で後続を離し、初勝利を挙げた。続く新潟3歳ステークスで重賞に初挑戦するも、競走中に進路が狭まる不利もあり5着に敗れた。しかしその後はサフラン賞、いちょうステークスを連勝し、関東では牡馬を含めても有数の存在という評価を得、12月には3歳女王戦・阪神3歳牝馬ステークスに臨んだ。
当日は、前走デイリー杯3歳ステークスでメジロブライトに5馬身差をつけて勝ったシーキングザパールが1.5倍と断然の人気を集め、メジロドーベルは5.8倍で2番人気となった。レースは隊列が縦長の展開となるなか、シーキングザパール3番手、メジロドーベルは5番手を進んだ。第3コーナーから最終コーナーにかけてメジロドーベルは先団へ進出、伸びを欠くシーキングザパールを置いて最後の直線で抜け出し、2着シーズプリンセスに2馬身差を付けて勝利した。走破タイム1分34秒6は前年度の勝利馬ヤマニンパラダイスの記録を0.1秒上回るレースレコードであった。吉田、大久保はいずれもGI競走初制覇であり、また関東馬の優勝はメジロ牧場出身のメジロラモーヌ以来10年ぶりのことであった。
これをもってシーズンを終え、翌年1月には当年の最優秀3歳牝馬に選出された。また、父メジロライアンは3歳新種牡馬ランキングで1位となり、輸入種牡馬の産駒や外国産馬の活躍が目立っていたなかで、内国産種牡馬の新星として注目された。

#### 4歳時（1997年）
1997年はクラシック三冠初戦・桜花賞に向け、3月のチューリップ賞から始動。単勝オッズ1.3倍の1番人気に支持されたが、道中ではスローペースを堪えきれず、抑えようとする吉田の手綱に反して首を高く上げながら走り、3着に敗れた。競走前に行われたインタビューでは、大久保が「この馬の牝系は少し気の良すぎる、行きたがるようなところがあって、ペースが緩んだときにどんな対応ができるかが最大のポイント」と語っていた。
4月6日の桜花賞は降雨により不良馬場で行われた。前哨戦の報知杯4歳牝馬特別を含め5戦4勝のキョウエイマーチが2.6倍の1番人気に推され、メジロドーベルは3.4倍で2番人気となった。先行策をとったキョウエイマーチに対し、メジロドーベルは後方からレースを進める。メジロドーベルは最終コーナーから進出し、最後の直線で追い込んだが、いち早く抜け出したキョウエイマーチに4馬身差を付けられ、2着に敗れた。
5月25日、牝馬クラシック二冠目の優駿牝馬（オークス）ではキョウエイマーチとメジロドーベルが人気を集め、前者が2.2倍で1番人気、後者が2.9倍の2番人気となった。距離が桜花賞から800メートル延びる2400メートルという距離について、メジロドーベルは血統面での不安はないと見られたものの、気性的に吉田との折り合いを保てるかという課題があった。15万人の観衆を前にスタート直前まで覆面を着けさせられたメジロドーベルは、やや焦れていた桜花賞のときとは異なり至極落ち着いた様子であった。スタートが切られると、押し出されるように先頭に立ったキョウエイマーチに対し、メジロドーベルは前走と同じく後方に位置をとり、道中は吉田と呼吸のあった走りを見せた。最後の直線では馬場の中央から一気に抜け出し、2着ナナヨーウイングに2馬身半差を付け勝利。キョウエイマーチは残り300メートルから急激に失速し、11着であった。メジロドーベルの曾祖母・メジロボサツは大久保の父・末吉が管理し、1966年のオークスで2着と敗れており、当時を知る関係者にとってはそのときの雪辱ともなった。大久保は「4コーナーの時点まで折り合いは95点できていたので、直線は伸びてくれると確信していました。桜花賞は外を回ったコースロスがありましたから、負けたとはいえ力はこちらが上だと信じていました」と語り、また吉田は「直線半ばで勝ったと確信できました。3歳チャンピオンなんですから正直、ホッとしたという気持ちです。これで桜花賞はコースロス分だけ負けたということを証明できました」と語った。
夏の休養を経て、秋の目標は牝馬三冠最終戦・秋華賞となったが、そこへ向けてメジロドーベル、キョウエイマーチ、そして外国産馬であるため桜花賞とオークスへの出走権がなかったものの、GI・NHKマイルカップを制していたシーキングザパールが「三強」と目された。秋緒戦について、大久保は本番との間隔を考慮し、年上の牡馬相手となるオールカマーを選択。例年、天皇賞（秋）を見据えた有力馬が出走してくる競走だったが、当年は芝コースの経験がない地方馬・アブクマポーロが相手筆頭と見られた手薄な顔触れで、メジロドーベルは単勝2.1倍の1番人気に支持された。レースではチューリップ賞のときのように吉田との折り合いを欠いたが、吉田が無理に抑えず先頭に立たせると落ち着きを取り戻し、そのままゴールまで逃げきって勝利した。
10月19日、秋華賞ではシーキングザパールが気管の疾病のため不在で、それぞれ前哨戦を制してきたメジロドーベルとキョウエイマーチの二強対決とみられた。当日のメジロドーベルのオッズは1.7倍を示し、はじめてキョウエイマーチを抑えての1番人気となった。レースはキョウエイマーチが2番手を追走、メジロドーベルは中団につけると、最後の直線で先頭に立ったキョウエイマーチを残り100メートルで捉え、同馬に2馬身半差をつけ勝利。牝馬二冠を果たした。メジロ牧場を代表して観戦した総務部長・岩崎伸道は「春も戦った2頭が力と力でぶつかり合った最高のGIだったと思います」と感想を述べた。なお、これ以降キョウエイマーチは短距離路線へ進むことになり、両馬はこれが最後の対戦となった。
年末にはグランプリ競走・有馬記念の出走馬を選定するファン投票で、エアグルーヴ、バブルガムフェロー（不出走）に次ぐ第3位の13万2690票を獲得。当日は4歳牝馬ながらマーベラスサンデー、エアグルーヴに次ぐ3番人気に推された。レースでは中団から後方を追走、最終コーナーで先団へ進出したが、最後の直線で伸びずシルクジャスティスの8着と敗れた。
当年の年度表彰では最優秀4歳牝馬と最優秀父内国産馬の二部門を受賞した。なお年度代表馬には、天皇賞（秋）を制し、ジャパンカップ2着、有馬記念も3着と好走したエアグルーヴが牝馬として26年ぶりに選出された。

#### 5歳時（1998年）
翌1998年は4月の産経大阪杯から始動、エアグルーヴと顔を合わせた。当日は同馬が1.2倍と圧倒的な支持を受け、メジロドーベルは3番人気だった。レースは苦手のスローペースとなり、さらに直線で進路を失う不利もあったが、エアグルーヴに4分の3馬身迫っての2着となった。しかし続く目黒記念、宝塚記念はいずれも5着と敗れ、休養に入る。
函館競馬場での調整を経て、秋は府中牝馬ステークスから始動。58キログラムの斤量を背負い、グレースアドマイヤにハナ差まで迫られたものの、秋華賞以来の勝利を挙げた。次走、11月15日にエリザベス女王杯を迎える。ここには天皇賞（秋）を回避したエアグルーヴが出走、同馬の陣営は「ジャパンカップへのステップ」を公言していたが、当日はオッズ1.4倍の1番人気となり、メジロドーベルは4.6倍の2番人気となった。スタートが切られると、メジロドーベルはスローペースとなった前半に、やはり首を上げて吉田との折り合いを欠いた。しかしじきに落ち着くと、最終コーナーから内ラチ沿いをついて抜け出し、2着ランフォザドリームに1馬身4分の1、さらにエアグルーヴに4分の3馬身差をつけ、牝馬として史上初のGI競走4勝目を挙げた。上がり3ハロン（最後の600メートル）は33秒5という、当時としては破格のタイムだった。エアグルーヴに4度目の対戦で勝利することになったが、同馬が牝馬に先着されたのは2年1カ月ぶりであった。
この秋はエリザベス女王杯が最大目標だったが、年末には前年に続き有馬記念にファン投票3位で選出され出走。しかし吉田との折り合いを欠き、見せ場のないまま9着に終わった。なお、この競走で5着のエアグルーヴはこれを最後に引退した。当年の年度表彰において、メジロドーベルは、エアグルーヴ、そしてフランスのモーリス・ド・ゲスト賞を制し、日本調教馬としてはじめてヨーロッパのG1競走を制したシーキングザパールを抑え、最優秀5歳以上牝馬に選出された。

#### 6歳時（1999年）
最後のシーズンとなった1999年は中山牝馬ステークスから始動、メジロドーベルには楽な顔触れとみられていたが、斤量差が5.5キロあった9番人気のナリタルナパークに敗れ、オークス以降はじめてエアグルーヴ以外の牝馬に先着を許した。さらにこのあと後躯左側に外傷を負い、はじめて長期休養を余儀なくされた。復帰は秋の毎日王冠となったが、ここも6着となる。しかし、秋の目標としたエリザベス女王杯に向かう過程で復調していき、直前には前年以上という状態にまで整った。
11月14日、連覇を懸けてエリザベス女王杯へ出走。1番人気には前年の二冠牝馬ファレノプシスが推され、メジロドーベルが2番人気、3番人気には前年のオークス優勝馬エリモエクセルが入り、この3頭の「三強」ムードが漂った。レースはスローペースとなったなかで、向正面では人気の3頭が横一線に並ぶ形で進んだ。しかし残り600メートル地点からファレノプシスとエリモエクセルはいずれも他馬と接触するなどして順調に運べず、メジロドーベルが抜け出すと、追い込むフサイチエアデールを4分の3馬身抑えて1着となり、競走史上初の連覇を達成した。自らが持つ牝馬のGI勝利記録を「5」に伸ばし、全体でシンボリルドルフの7勝に次ぎ、ナリタブライアンと並ぶ2位タイとした。牝馬限定GⅠ5勝は、2024年現在アパパネと並ぶ歴代最多タイ。また、4年連続のGI制覇は同馬主のメジロマックイーンに並ぶ1位タイの記録であった。吉田は「去年はエアグルーヴを倒したという気持ちが強かったんですが、今回は追われる立場でのレース。それだけのプレッシャーがあったので、本当に嬉しい勝利です」と語り、また馬主の北野俊雄は「最後のレースにふさわしい最高のレースを見せてくれました。今回のレースでもうメジロラモーヌは超えたと思います」と評した。
戦前には有馬記念への出走も視野に入れられていたが、有終の美を飾ったとしてこれを最後に引退。11月21日、東京競馬場で引退式が行われ、オークス優勝時のゼッケン「16」を着けて競走生活最後の姿を見せた。12月3日には繁殖入りのため故郷・メジロ牧場へ向かった。当年の年度表彰では、前年に続き最優秀5歳以上牝馬に選出。中央競馬で4年連続の年度表彰を受けた史上初の馬となった。なお、2000年に日本中央競馬会が主催した「20世紀の名馬大投票」では第19位に選出され、同会の広報誌『優駿』による「20世紀のベストホース100」にも名を連ねた。

### 繁殖牝馬時代
繁殖牝馬としては、当時不動のリーディングサイアーであったサンデーサイレンスや、その後継馬ら数々の有力種牡馬と交配されたが、直仔には目立った活躍馬は出ていない。6番仔メジロダイボサツは、七冠馬ディープインパクトとの仔で、メジロドーベルのGI5勝と合わせて「12冠ベビー」として話題と期待を集めたが、16戦1勝の成績に終わった。
2011年4月には、メジロ牧場が業績不振により解散を決定。メジロドーベルらの繋養馬は、メジロ牧場専務の岩崎伸道が施設を引き継ぎ新規創業したレイクヴィラファームで引き続き繋養された。伸道と牧場立ち上げに尽力した息子の岩崎義久は「ドーベルの血が走らないのは、馬のせいじゃないということを証明したい。そして、メジロの血を一からまたブランドにしていきたい」と抱負を語った。2014年5月、4番仔メジロシャレードの仔・ショウナンラグーンが青葉賞を制し、メジロドーベルの子孫から初、またレイクヴィラファーム生産馬として初の重賞勝利を挙げた。同馬は翌年2月に定年引退を控えた大久保洋吉の管理馬であり、大久保は「一番うれしい勝利だ」と涙ながらに語った。これは大久保最後の重賞勝利ともなった。
2016年には繁殖牝馬から引退し、以降は離乳した当歳馬たちの群れを率いるリードホースとして活動している。
2025年2月にはタイキフォーチュンの死亡により、同時点で存命最年長のJRA平地GI勝利馬となった。

## 競走馬としての特徴
おもに中距離のレースで活躍したが、大久保洋吉は「体型や気性からして、本質的にはマイラー」と評している。大久保は早くからメジロドーベルが持つスピード能力を高く評価しており、同世代の快速牝馬として知られたシーキングザパールを強く意識していたという。また、「全盛期に一度、一線級の牡馬とマイルのレースで走らせてみたかった」とも述べている。
5歳を過ぎてからは、立場としてエアグルーヴに次ぐ2番手の牝馬と見られがちであったが、大久保は一貫して、エアグルーヴとの差はレースセンスであるとし、「折り合い難のため発揮できない部分はあるが、能力に遜色はない」と主張していた。

## 逸話

### 堀口良吉と安瀬良一
デビュー当初、メジロドーベルの担当厩務員はかつてメジロファントムなどを担当した堀口良吉であった。堀口は当時定年まで間があったにもかかわらず「3歳っ子をもらうのはおそらく最後だから」とたびたび口にし、ドーベルを「ベルちゃん」と呼び溺愛した。阪神3歳牝馬ステークスの優勝により堀口も初のGIタイトルを手中に収めたが、翌1997年1月末に突然倒れ、2月19日に死去。ドーベルの担当者は代わりを務めていた安瀬（あんせ）良一にそのまま引き継がれた。
安瀬は数々の活躍馬を手掛けた大久保厩舎の番頭格であったが、気性の激しいドーベルの扱いには手こずり、ドーベルもまた堀口を相手にするときよりも苛立った様子を見せ、手替わりから最初の出走となったチューリップ賞では暴走し、競走後に馬房へ戻ってからも興奮が収まらなかった。これを見た安瀬は、その信頼を得ようと夜ごとドーベルとのスキンシップを図るようになり、桜花賞を迎えるころにはドーベルも安瀬を受け入れ、やがて馬房内で後ろをついて歩くほどになった。しかし以後も一流馬を担当する心労は安瀬に重くのしかかり、引退までに身体の各部に変調を来した。メジロドーベルの引退式は最後の競走の翌週という早期に行われたが、これは大久保が安瀬の体調を気遣ってのものだった。安瀬は「ドーベルの存在は大きいっていうものじゃなかった。とてつもなかった」と述懐しているが、同時に「ドーベルを思いだすと、牝馬をやりたくなる。女は人なつっこくてかわいいから」とも語った。なお、安瀬は後にドーベルの孫に当たるショウナンラグーンも担当した。また、メジロドーベルのオークスの口取り式において、馬主の北野ミヤは、一人分のスペースを空けて、「ここは、堀口さんの場所」と言ったという。

## 競走成績
| 年月日 | 年月日 | 年月日 | 競馬場 | 競走名           | 格      | 頭 数 | 枠 番 | 馬 番 | オッズ （人気） | 着順 | 騎手   | 斤量 (kg) | 距離（馬場）  | タイム （上り3F） | 着差 | 勝ち馬/（2着馬）       |
| ------ | ------ | ------ | ------ | ---------------- | ------- | ----- | ----- | ----- | --------------- | ---- | ------ | --------- | ------------- | ----------------- | ---- | ---------------------- |
| 1996.  | 07.    | 13     | 新潟   | 3歳新馬          |         | 13    | 4     | 4     | 08.3（4人）     | 1着  | 吉田豊 | 52        | 芝1000m（良） | R0:58.2 (34.4)    | -0.5 | （セントラルハイジ）   |
|        | 09.    | 01     | 中山   | 新潟3歳S         | GIII    | 12    | 5     | 5     | 07.7（3人）     | 5着  | 吉田豊 | 53        | 芝1200m（良） | R1:11.4 (37.4)    | -1.1 | パーソナリティワン     |
|        | 10.    | 06     | 東京   | サフラン賞       | 500万下 | 10    | 2     | 2     | 02.2（1人）     | 1着  | 吉田豊 | 53        | 芝1400m（良） | R1:23.5 (34.8)    | -0.4 | （スカイバロン）       |
|        | 10.    | 27     | 東京   | いちょうS        | OP      | 10    | 7     | 7     | 02.4（2人）     | 1着  | 吉田豊 | 54        | 芝1600m（良） | R1:35.0 (35.7)    | -0.4 | （ダイワアンジェラ）   |
|        | 12.    | 01     | 阪神   | 阪神3歳牝馬S     | GI      | 10    | 6     | 6     | 05.8（2人）     | 1着  | 吉田豊 | 53        | 芝1600m（良） | R1:34.6 (36.7)    | -0.3 | （シーズプリンセス）   |
| 1997.  | 03.    | 01     | 阪神   | チューリップ賞   | GIII    | 10    | 6     | 6     | 01.3（1人）     | 3着  | 吉田豊 | 54        | 芝1600m（稍） | R1:38.1 (36.2)    | -0.4 | オレンジピール         |
|        | 04.    | 06     | 阪神   | 桜花賞           | GI      | 18    | 8     | 16    | 03.4（2人）     | 2着  | 吉田豊 | 55        | 芝1600m（不） | R1:37.6 (37.8)    | -0.7 | キョウエイマーチ       |
|        | 05.    | 25     | 東京   | 優駿牝馬         | GI      | 16    | 8     | 16    | 02.9（2人）     | 1着  | 吉田豊 | 55        | 芝2400m（重） | R2:27.7 (36.4)    | -0.4 | （ナナヨーウイング）   |
|        | 09.    | 14     | 中山   | オールカマー     | GII     | 9     | 6     | 6     | 02.1（1人）     | 1着  | 吉田豊 | 55        | 芝2200m（良） | R2:16.6 (35.9)    | -0.2 | （ヤシマソブリン）     |
|        | 10.    | 19     | 京都   | 秋華賞           | GI      | 18    | 5     | 10    | 01.7（1人）     | 1着  | 吉田豊 | 55        | 芝2000m（良） | R2:00.1 (35.1)    | -0.4 | （キョウエイマーチ）   |
|        | 12.    | 21     | 中山   | 有馬記念         | GI      | 16    | 8     | 15    | 04.6（3人）     | 8着  | 吉田豊 | 53        | 芝2500m（良） | R2:36.0 (38.3)    | -1.2 | シルクジャスティス     |
| 1998.  | 01.    | 25     | 京都   | 日経新春杯       | GII     | 16    | 6     | 11    | 02.4（1人）     | 8着  | 吉田豊 | 56        | 芝2400m（良） | R2:27.3 (35.8)    | -1.0 | エリモダンディー       |
|        | 04.    | 05     | 阪神   | 産経大阪杯       | GII     | 9     | 4     | 4     | 08.4（3人）     | 2着  | 吉田豊 | 56        | 芝2000m（良） | R2:01.4 (34.2)    | -0.1 | エアグルーヴ           |
|        | 06.    | 13     | 東京   | 目黒記念         | GII     | 13    | 5     | 6     | 03.0（2人）     | 5着  | 吉田豊 | 56        | 芝2500m（重） | R2:35.8 (37.2)    | -0.8 | ゴーイングスズカ       |
|        | 07.    | 12     | 阪神   | 宝塚記念         | GI      | 13    | 3     | 3     | 23.3（6人）     | 5着  | 吉田豊 | 56        | 芝2200m（良） | R2:12.4 (35.9)    | -0.5 | サイレンススズカ       |
|        | 10.    | 18     | 東京   | 府中牝馬S        | GIII    | 11    | 8     | 10    | 01.7（1人）     | 1着  | 吉田豊 | 58        | 芝1800m（重） | R1:49.3 (36.1)    | -0.0 | （グレースアドマイヤ） |
|        | 11.    | 15     | 京都   | エリザベス女王杯 | GI      | 14    | 1     | 1     | 04.6（2人）     | 1着  | 吉田豊 | 56        | 芝2200m（良） | R2:12.8 (33.5)    | -0.2 | （ランフォザドリーム） |
|        | 12.    | 27     | 中山   | 有馬記念         | GI      | 16    | 7     | 14    | 20.8（7人）     | 9着  | 吉田豊 | 55        | 芝2500m（良） | R2:33.2 (37.1)    | -1.1 | グラスワンダー         |
| 1999.  | 02.    | 28     | 中山   | 中山牝馬S        | GIII    | 11    | 8     | 11    | 02.2（1人）     | 2着  | 吉田豊 | 58.5      | 芝1800m（良） | R1:48.7 (36.0)    | -0.3 | ナリタルナパーク       |
|        | 10.    | 10     | 東京   | 毎日王冠         | GII     | 10    | 1     | 1     | 22.7（7人）     | 6着  | 吉田豊 | 57        | 芝1800m（良） | R1:46.4 (35.2)    | -0.6 | グラスワンダー         |
|        | 11.    | 14     | 京都   | エリザベス女王杯 | GI      | 18    | 3     | 6     | 03.9（2人）     | 1着  | 吉田豊 | 56        | 芝2200m（良） | R2:13.5 (34.8)    | -0.1 | （フサイチエアデール） |

- タイム欄のRはレコード勝ちを示す。

### 表彰
- 1996年（5戦4勝） - JRA賞最優秀3歳牝馬（181票/183票）
- 1997年（6戦3勝） - JRA賞最優秀4歳牝馬（188票/192票）、最優秀父内国産馬（173票/192票）
- 1998年（7戦2勝） - JRA賞最優秀5歳以上牝馬（109票/208票）
- 1999年（3戦1勝） - JRA賞最優秀5歳以上牝馬（204票/212票）

## 繁殖成績
|        | 馬名               | 誕生年 | 性 | 毛色   | 父                 | 馬主                       | 厩舎             | 戦績                          | 出典   |
| ------ | ------------------ | ------ | -- | ------ | ------------------ | -------------------------- | ---------------- | ----------------------------- | ------ |
| 初仔   | メジロヒラリー     | 2001年 | 牝 | 鹿毛   | エルコンドルパサー | メジロ商事（株）           | 美浦・大久保洋吉 | 不出走（繁殖）                | [ 46 ] |
| 2番仔  | メジロルルド       | 2002年 | 牝 | 栃栗毛 | サンデーサイレンス | -                          | -                | 不出走（繁殖）                | [ 47 ] |
| 3番仔  | メジロアレグレット | 2003年 | 牝 | 鹿毛   | アグネスタキオン   | メジロ商事（株）           | 美浦・大久保洋吉 | 6戦0勝（死亡）                | [ 48 ] |
| 4番仔  | メジロシャレード   | 2006年 | 牝 | 鹿毛   | マンハッタンカフェ | （有）メジロ牧場           | 美浦・大久保洋吉 | 2戦1勝（繁殖）                | [ 49 ] |
| 5番仔  | メジロオードリー   | 2007年 | 牝 | 鹿毛   | スペシャルウィーク | （有）メジロ牧場 →岩崎伸道 | 美浦・大久保洋吉 | 14戦2勝（繁殖）               | [ 50 ] |
| 6番仔  | メジロダイボサツ   | 2008年 | 牡 | 鹿毛   | ディープインパクト | （有）メジロ牧場 →岩崎伸道 | 美浦・大久保洋吉 | 16戦1勝（乗馬→種牡馬）        | [ 51 ] |
| 7番仔  | レーヌドブリエ     | 2012年 | 牝 | 栗毛   | ゼンノロブロイ     | (有)シルクレーシング       | 栗東・矢作芳人   | 30戦4勝（繁殖）               | [ 52 ] |
| 8番仔  | ホウオウドリーム   | 2014年 | 牡 | 鹿毛   | ルーラーシップ     | 小笹芳央                   | 栗東・矢作芳人   | 18戦4勝 （引退→リードホース） | [ 54 ] |
| 9番仔  | （未登録）         | 2015年 | 牝 | 鹿毛   | キングカメハメハ   | -                          | -                | -                             | [ 55 ] |
| 10番仔 | ピンシェル         | 2016年 | 牡 | 鹿毛   | ルーラーシップ     | 岩崎伸道                   | 美浦・高橋文雅   | 15戦1勝（引退→種牡馬）        | [ 56 ] |

## 主なファミリーライン
- メジロドーベル 1994 牝
  - メジロヒラリー 2001 牝
  - メジロルルド 2002 牝
  - メジロアレグレット 2003 牝
  - メジロシャレード 2006 牝
    - ショウナンラグーン 2011 牡

  - メジロオードリー 2007 牝
    - ホウオウイクセル 2018 牝

  - メジロダイボサツ 2008 牡
  - レーヌドブリエ 2012 牝
  - ホウオウドリーム 2014 牡
  - ピンシェル 2016 牡

## 血統表
| メジロドーベルの血統                 | メジロドーベルの血統                               | メジロドーベルの血統    | （血統表の出典）        | （血統表の出典） |
| 父系                                 | ノーザンテースト系                                 | ノーザンテースト系      | ノーザンテースト系      | [ § 2 ]          |
| 父 メジロライアン 1987 鹿毛 日本     | 父の父アンバーシャダイ 1977 鹿毛 日本              | *ノーザンテースト       | Northern Dancer         | Northern Dancer  |
| 父 メジロライアン 1987 鹿毛 日本     | 父の父アンバーシャダイ 1977 鹿毛 日本              | *ノーザンテースト       | Lady Victoria           |                  |
| 父 メジロライアン 1987 鹿毛 日本     | 父の父アンバーシャダイ 1977 鹿毛 日本              | *クリアアンバー         | Ambiopoise              | Ambiopoise       |
| 父 メジロライアン 1987 鹿毛 日本     | 父の父アンバーシャダイ 1977 鹿毛 日本              | *クリアアンバー         | One Clear Call          |                  |
| 父 メジロライアン 1987 鹿毛 日本     | 父の母メジロチェイサー 1977 鹿毛 日本              | メジロサンマン          | Charlottesville         | Charlottesville  |
| 父 メジロライアン 1987 鹿毛 日本     | 父の母メジロチェイサー 1977 鹿毛 日本              | メジロサンマン          | *パラデイシア           |                  |
| 父 メジロライアン 1987 鹿毛 日本     | 父の母メジロチェイサー 1977 鹿毛 日本              | * シェリル              | *スノッブ               | *スノッブ        |
| 父 メジロライアン 1987 鹿毛 日本     | 父の母メジロチェイサー 1977 鹿毛 日本              | * シェリル              | Chanel                  |                  |
| 母 メジロビューティー 1982 鹿毛 日本 | 母の父*パーソロン Partholon 1960 鹿毛 アイルランド | Milesian                | My Babu                 | My Babu          |
| 母 メジロビューティー 1982 鹿毛 日本 | 母の父*パーソロン Partholon 1960 鹿毛 アイルランド | Milesian                | Oatflake                |                  |
| 母 メジロビューティー 1982 鹿毛 日本 | 母の父*パーソロン Partholon 1960 鹿毛 アイルランド | Paleo                   | Pharis                  | Pharis           |
| 母 メジロビューティー 1982 鹿毛 日本 | 母の父*パーソロン Partholon 1960 鹿毛 アイルランド | Paleo                   | Calonice                |                  |
| 母 メジロビューティー 1982 鹿毛 日本 | 母の母メジロナガサキ 1971 栗毛 日本                | *ネヴァービート         | Never Say Die           | Never Say Die    |
| 母 メジロビューティー 1982 鹿毛 日本 | 母の母メジロナガサキ 1971 栗毛 日本                | *ネヴァービート         | Bride Elect             |                  |
| 母 メジロビューティー 1982 鹿毛 日本 | 母の母メジロナガサキ 1971 栗毛 日本                | メジロボサツ            | *モンタヴァル           | *モンタヴァル    |
| 母 メジロビューティー 1982 鹿毛 日本 | 母の母メジロナガサキ 1971 栗毛 日本                | メジロボサツ            | メジロクイン            |                  |
| 母系(F-No.)                          | メジロボサツ系(FN:10-d)                            | メジロボサツ系(FN:10-d) | メジロボサツ系(FN:10-d) | [ § 3 ]          |
| 5代内の近親交配                      | なし                                               | なし                    | なし                    | [ § 4 ]          |
| 出典                                 | 1. 2. 3. 4.                                        | 1. 2. 3. 4.             | 1. 2. 3. 4.             | 1. 2. 3. 4.      |

競走馬時代、輸入馬の直子や外国産馬が活躍していたなかにあって、血統表三代にあらわれる14頭のうち6頭が「メジロ」、12頭が輸入馬あるいは国産馬をあらわすカタカナ表記という血統構成は「純内国産」とも評された。メジロライアンは前述の通り1991年の宝塚記念に優勝、その父アンバーシャダイは1980年代に八大競走2勝を挙げた。
牝系の日本における祖は1930年に輸入されたデヴォーニアで、第五デヴォーニア、第七デヴォーニアというふたつの大きな分枝系のうち、メジロドーベルは第七デヴォーニアの子孫に当たる。メジロボサツから広がった系統は「メジロボサツ系」とも呼ばれ、メジロ牧場では特に歴史が古く、深く根付いたものだった。

### 主な近親
※サラブレッドは母系を基準に親族関係を構成する。
- 従兄：メジロファラオ（中山グランドジャンプ）
- 甥：メジロマントル（鳴尾記念）
- 叔従父（母の従弟）：メジロボアール（阪神大賞典）
- 従叔母（母の従妹）：メジロモントレー（アメリカジョッキークラブカップ、アルゼンチン共和国杯、日刊スポーツ賞金杯、クイーンステークス）
- 大伯父（祖母の兄）：メジロゲッコウ（弥生賞、スプリングステークス）